# 亞歷山大·馬雅科維奇·奧斯特洛夫斯基
亚历山大·马雅科维奇·奥斯特洛夫斯基（烏克蘭語：Олександр Маркович Островський；1893年9月—1986年11月20日）是一位俄国数学家。奥斯特洛夫斯基定理和奥斯特洛夫斯基-阿达玛间距定理以他的名字命名。
奥斯特洛夫斯基的父亲马克是一个商人。他早年在基辅商业大学就读时，过人的数学天赋不為人知。然而，他写信给愛德蒙·蘭道和库尔特·亨泽尔后，于1912年在马尔堡大学开始学习数学，並得到亨泽尔的指导。第一次世界大战结束后，奥斯特洛夫斯基來到哥廷根，師從于大卫·希尔伯特，菲利克斯·克莱因和蘭道。奥斯特洛夫斯基获得博士学位后，1920年移居汉堡，他担任埃里希·赫克的助手。奥斯特洛夫斯基在1922年得到特许任教资格，之後在巴塞尔教授数学。